# Luftbro
En luftbro er kontinuerlige lufttransporter til områder utilgængelige for overfladetransport. En luftbro kan også opstå ved akutte situationer, hvor kun lufttransport er hurtig nok til at flytte udstyr og personer i tide. En taktisk luftbro kan være nedkastning af forsyninger med faldskærm.
Den mest berømte luftbro var under Blokaden af Berlin i 1948-49. Under Slaget om Stalingrad (1942-43) forsøgte Luftwaffe med en luftbro at holde den 6. tyske armé forsynet, mens den var omringet af den Røde Hær.
De Allierede oprettede en luftbro fra Indien over Himalaya (The Hump) til de amerikanske "Flyvende Tigre" og Chiang Kai-sheks styrker i Kina. Luftbroen skyldtes at japanske felttog i april 1942, havde afskåret landtransporten igennem Burma. Senere i krigen skulle luftbroen støtte udstationerede B-29 Superfortress angreb på Japan fra Kina.